# Pawera
Pawera (nep. पवेरा) – gaun wikas samiti w zachodniej części Nepalu w strefie Seti w dystrykcie Kailali. Według nepalskiego spisu powszechnego z 2001 roku liczył on 769 gospodarstw domowych i 6216 mieszkańców (3071 kobiet i 3145 mężczyzn).